# ボルボ・オリンピアン

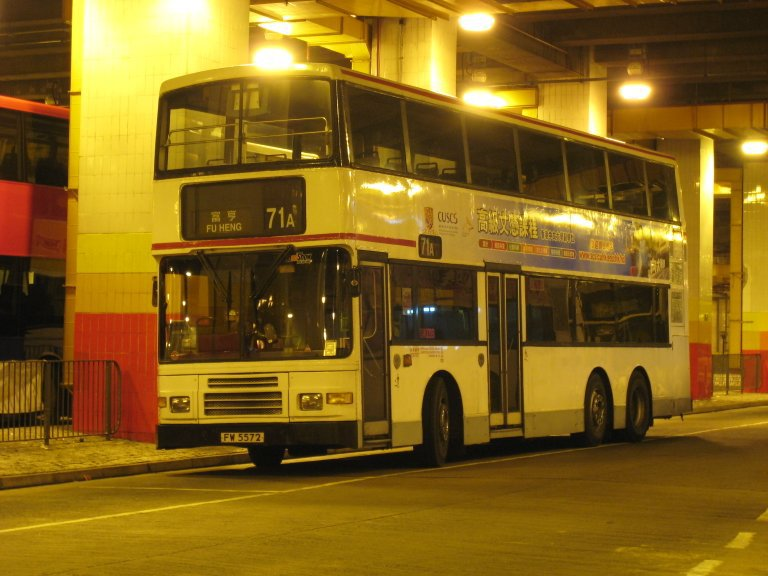
九バのボルボ・オリンピアン

オリンピアン（Olympian）は、ボルボ製の2階建て低床（ワンステップ）バスである。本製品を生産する工場はスコットランドのアーバインにあった。

## 概要
1993年頃にレイランド・オリンピアンの後継として登場した。イギリス本土のみならず、世界各地で本製品を見ることが出来る。

## 世界各地のボルボ・オリンピアン

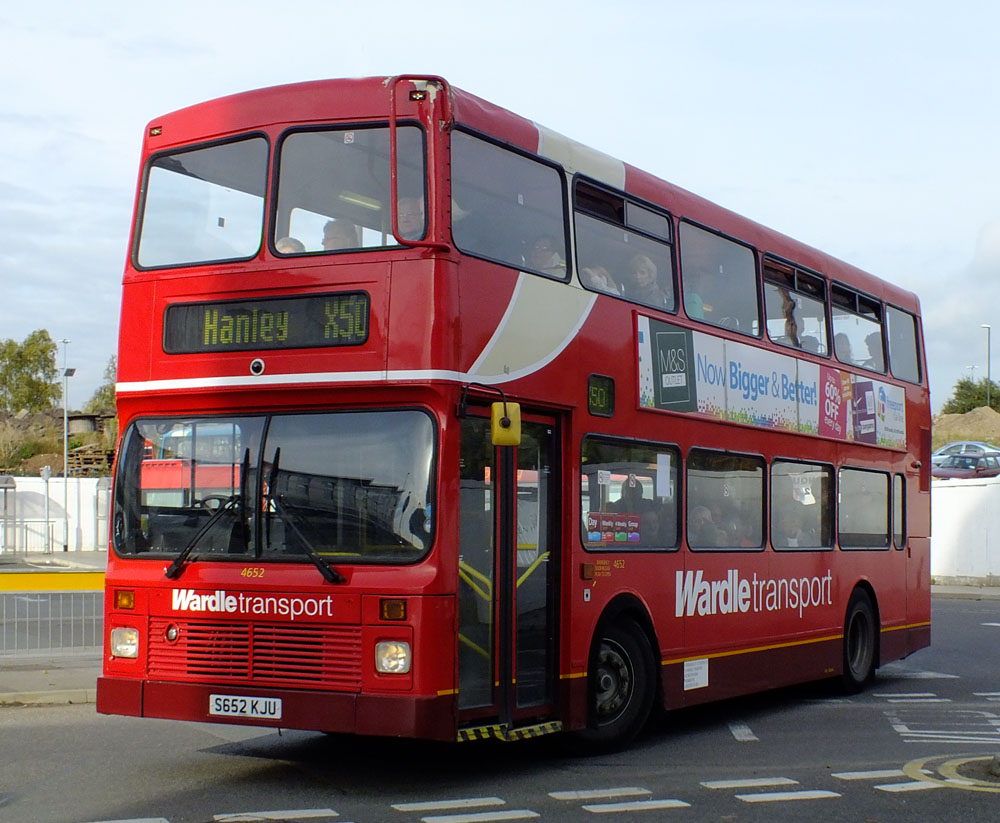
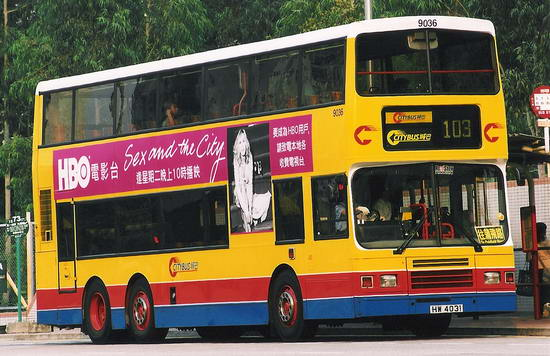
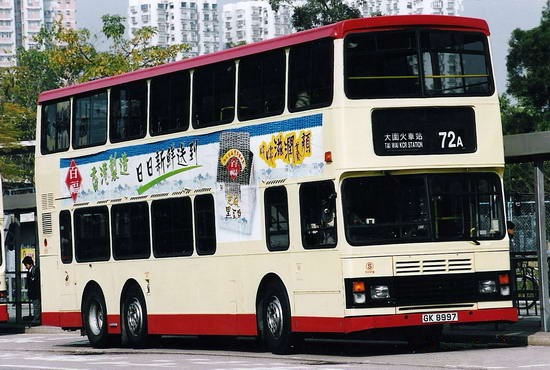
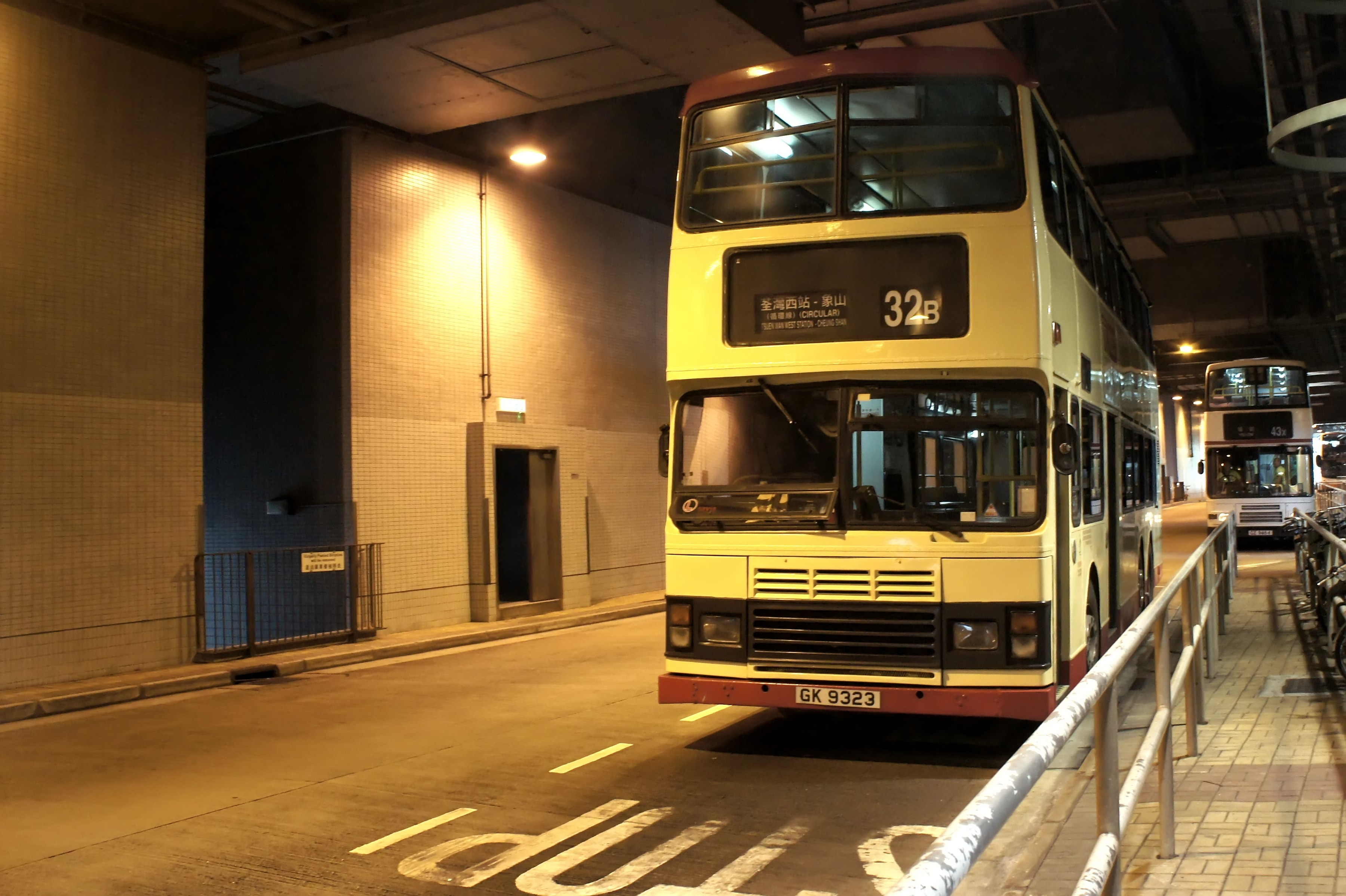
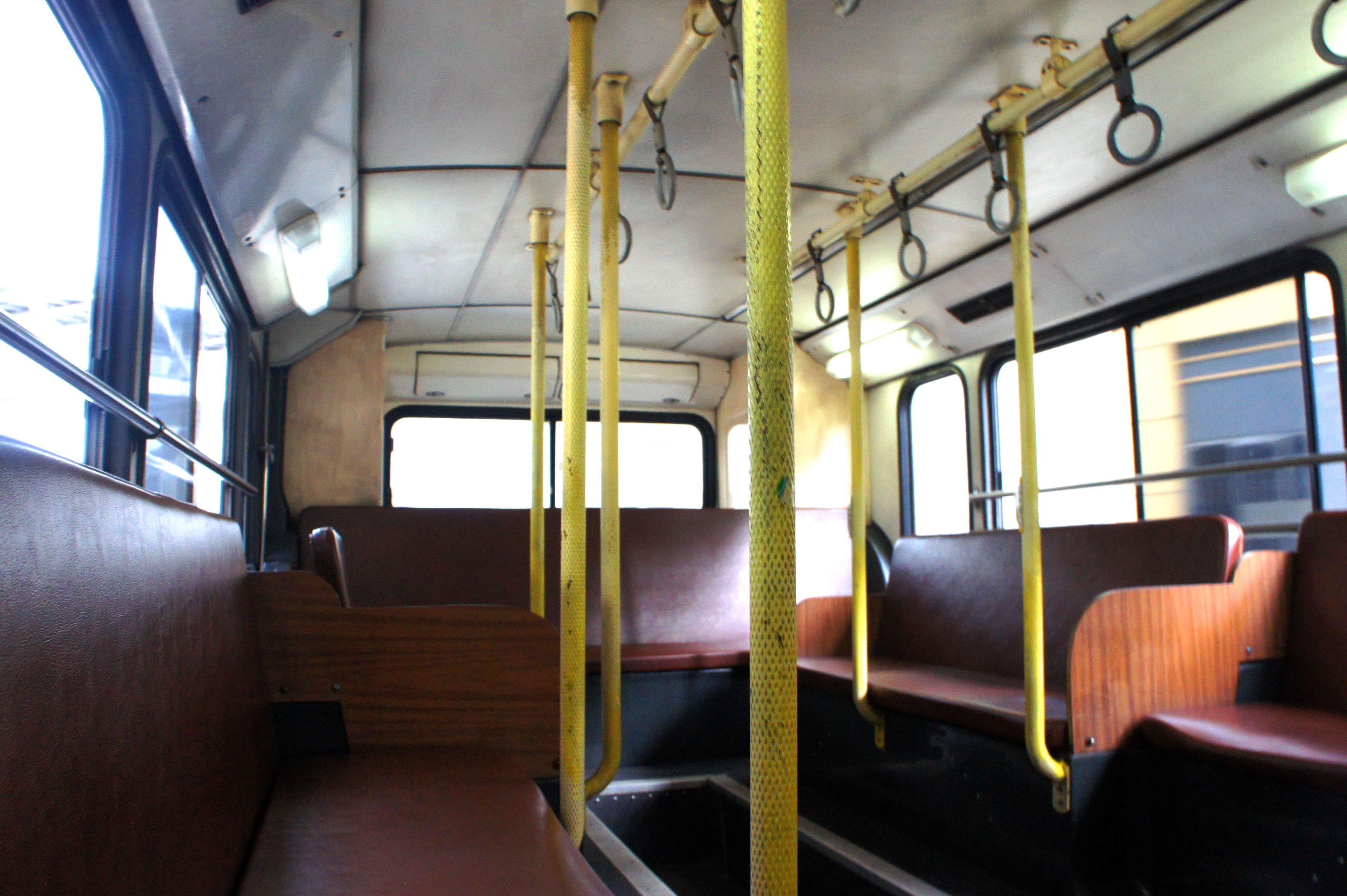
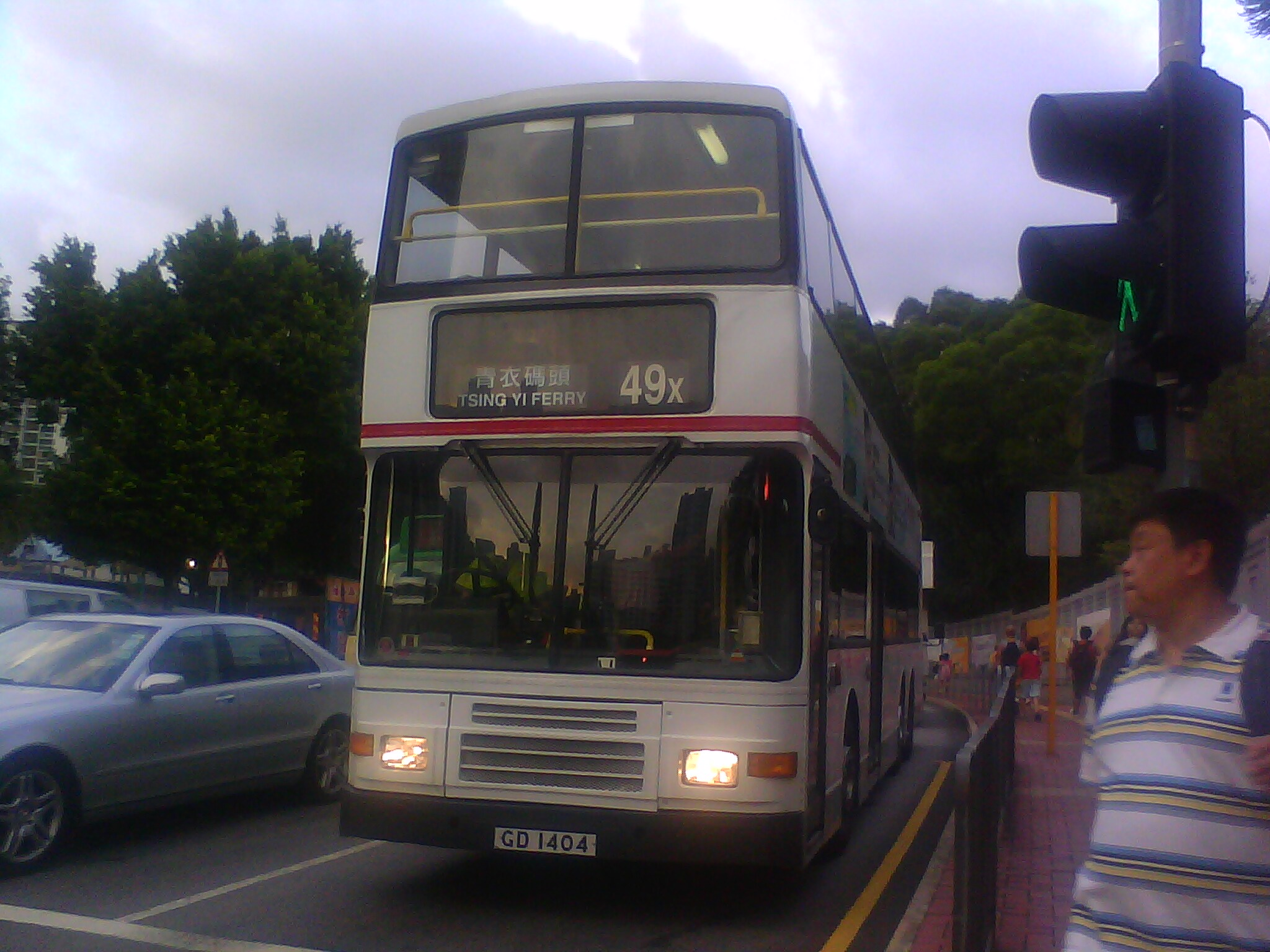
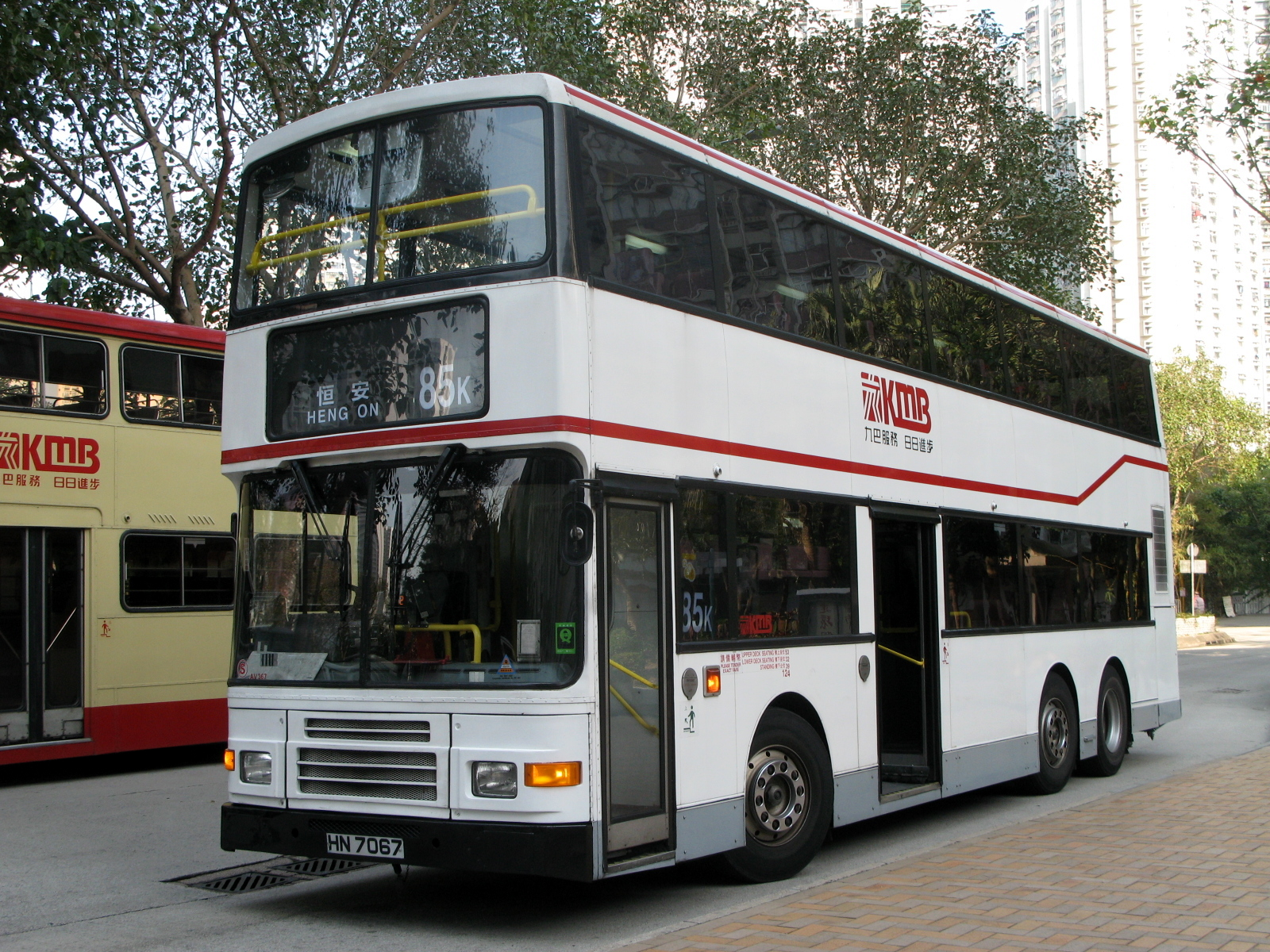
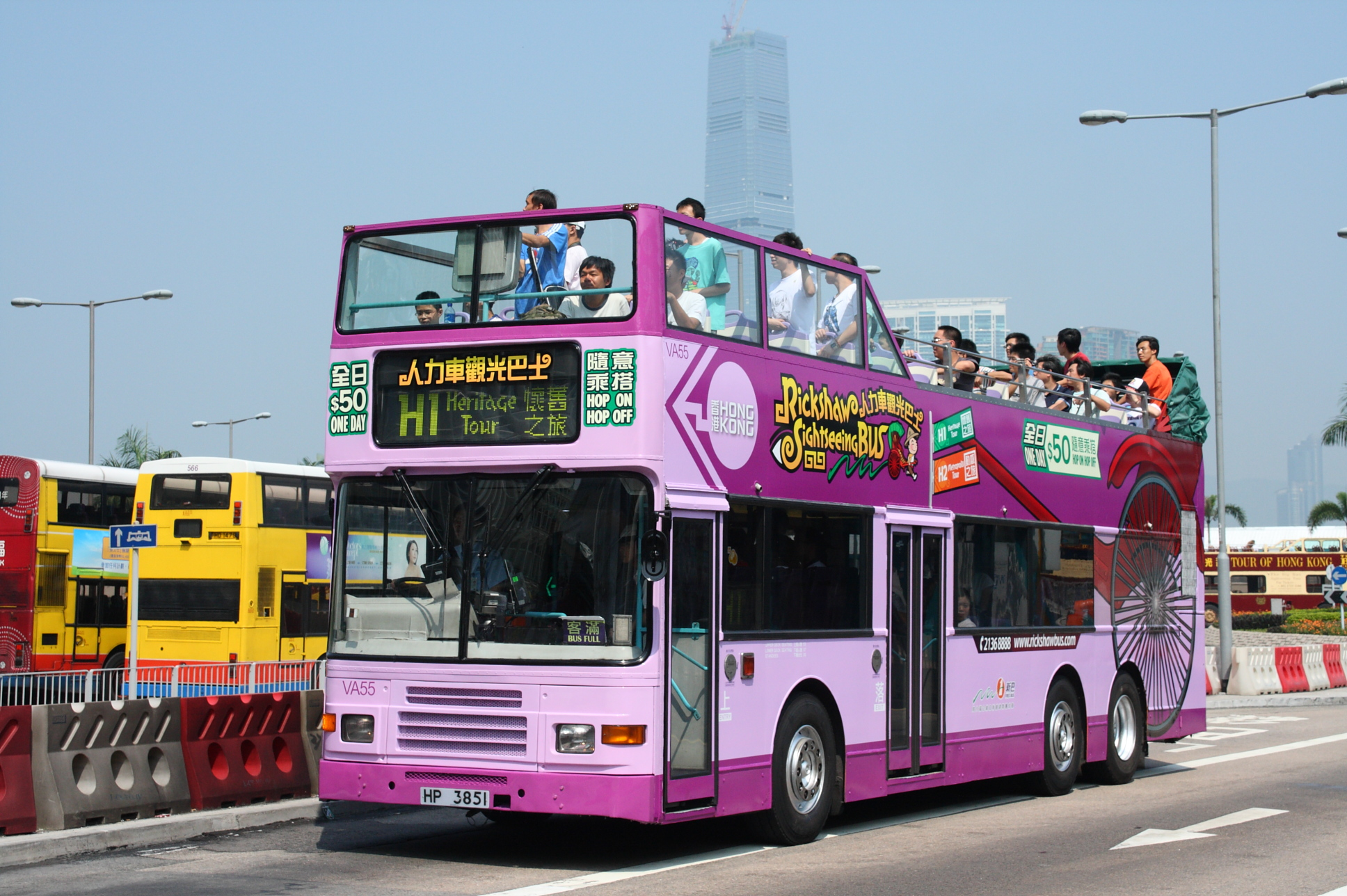
オープントップバスに改造されたボルボ・オリンピアンが系統H1を走行する
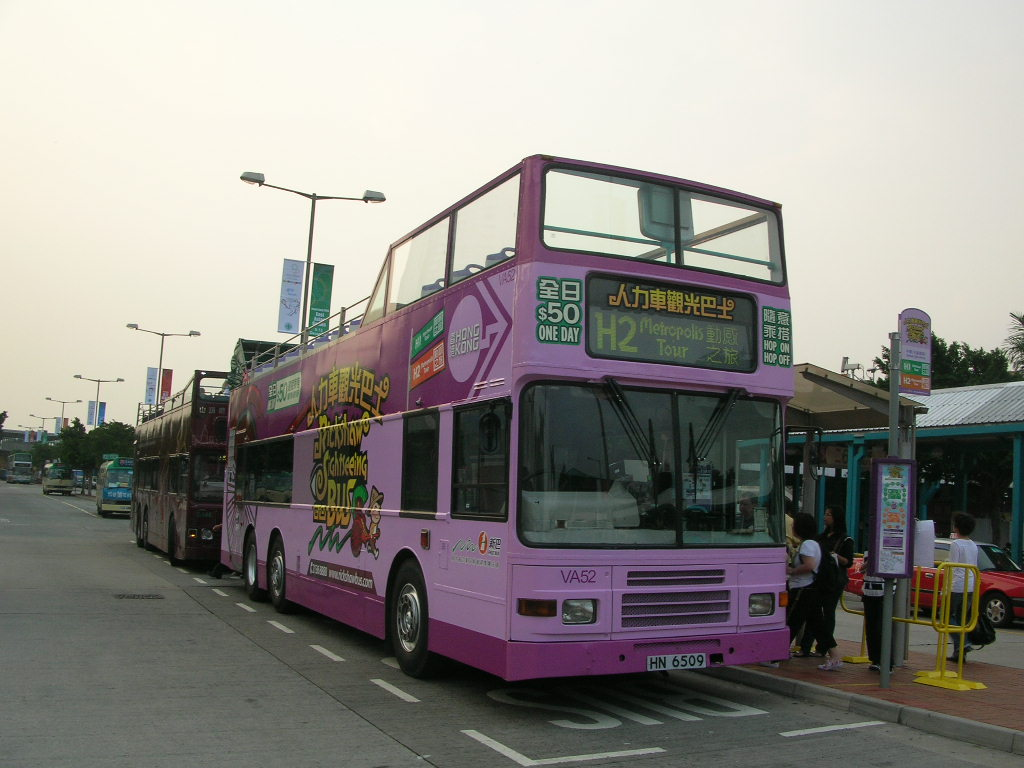
オープントップバスに改造されたボルボ・オリンピアンが系統H2を走行する
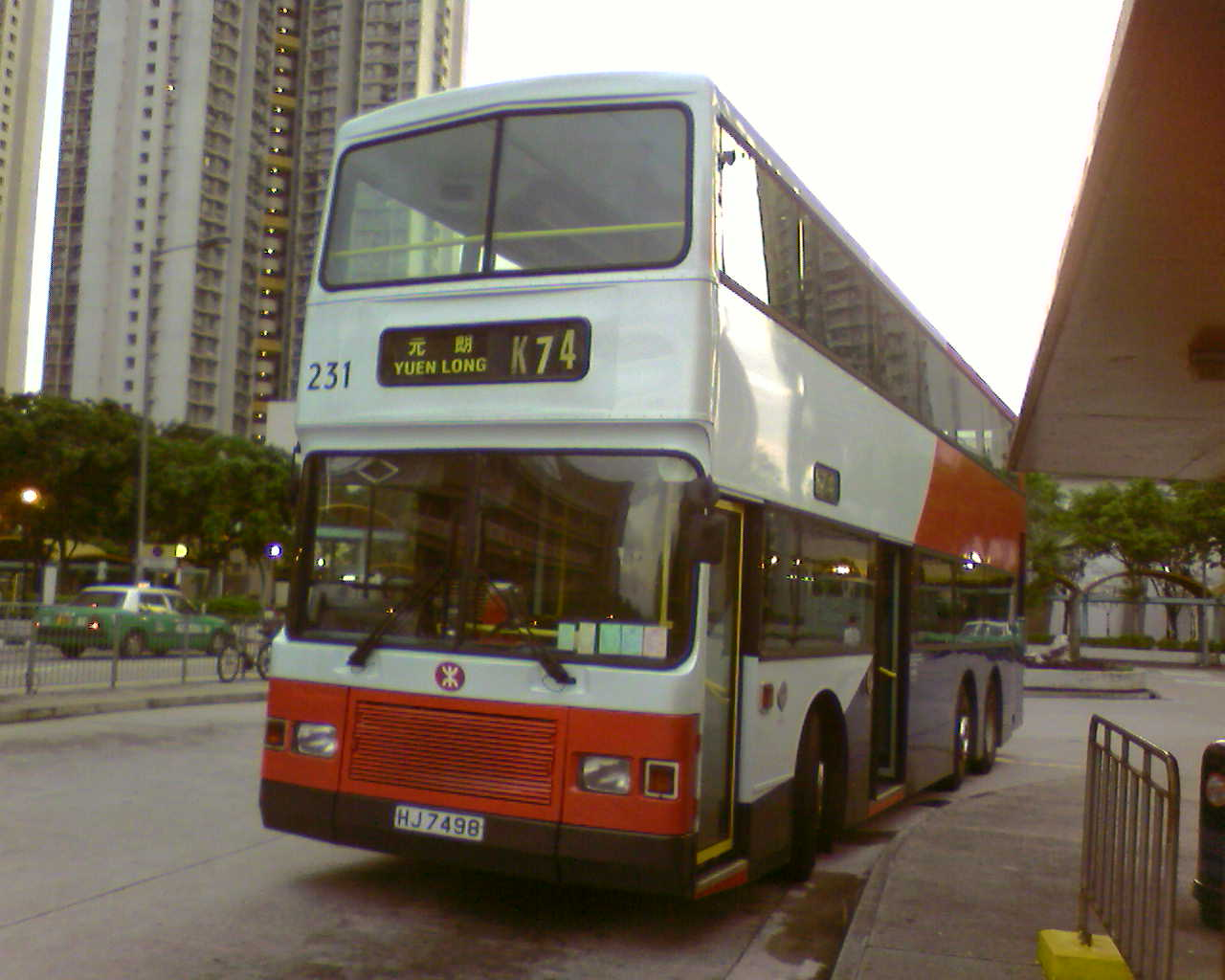
MTRバスのボルボ・オリンピアン
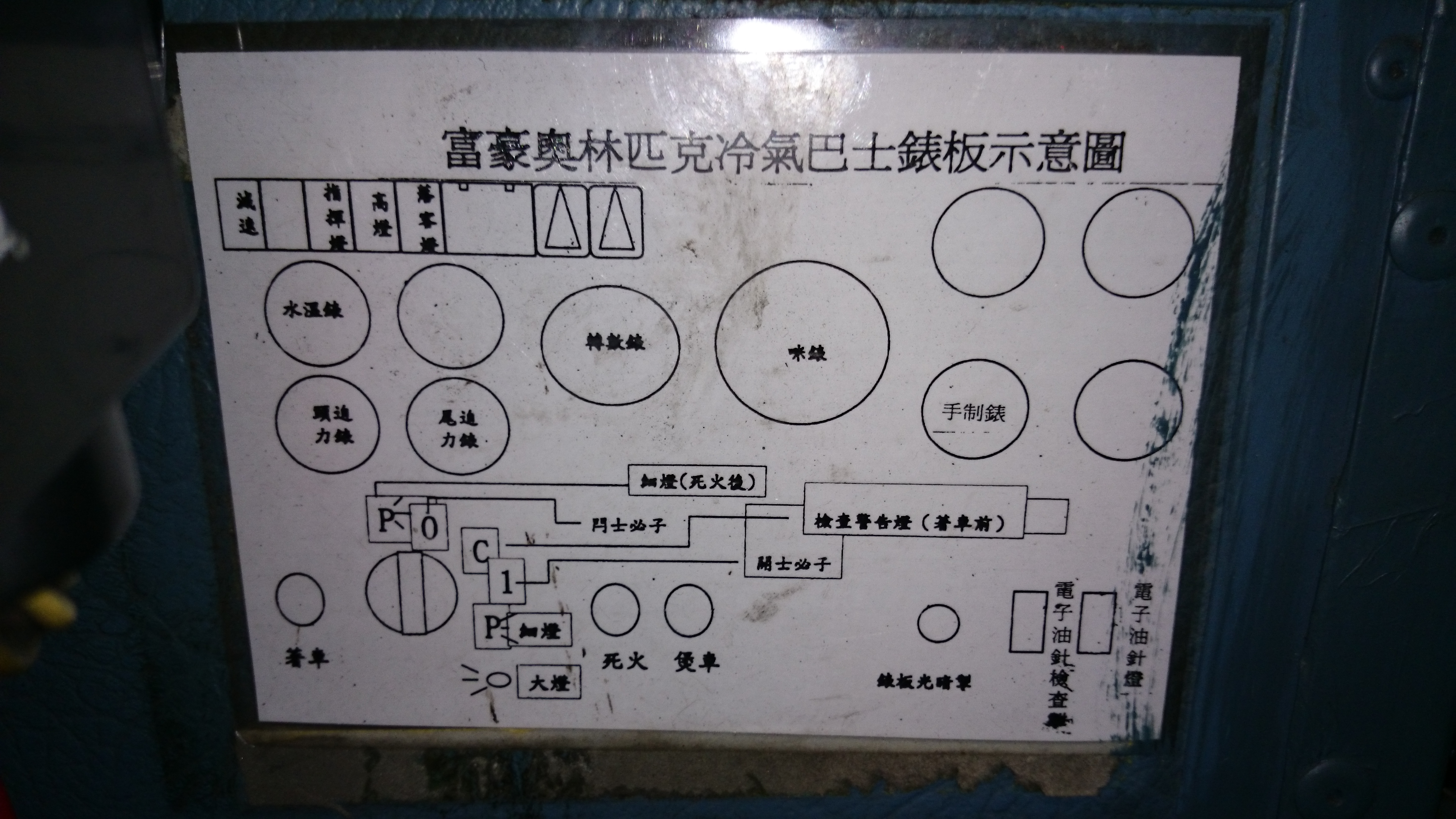
MTRバスのボルボ・オリンピアンのコントロールパネルの説明書である。

## 後継製品
1998年頃から、本製品にかわり、ノンステップのボルボ・スーパーオリンピアンの生産が始まっていた。